# Regione dello Zambesi
La regione dello Zambesi (fino al 18 agosto 2013 regione di Caprivi) è una delle tredici regioni della Namibia e una delle due in cui è amministrativamente diviso il dito di Caprivi. È situata nell'estremità nordorientale del paese e confina a nord con l'Angola e lo Zambia e a sud con il Botswana con 90.596 abitanti al censimento 2011.

## Geografia fisica
La regione dello Zambesi è una zona con un clima decisamente tropicale, con temperature elevate e abbondanti precipitazioni nella stagione delle piogge (da dicembre a marzo). È la regione più umida della Namibia. Il territorio è principalmente costituito da pianure alluvionali, paludi e foreste pluviali.
Nello Zambesi vivono oltre 400 specie animali (fra cui gli elefanti), che rendono la zona un'importante attrazione turistica per safari e bird-watching. Nel Caprivi la fauna e la flora sono protette in numerose riserve naturali come Bwabwata, Mudumu, Lizauli, West Caprivi Game Park, Mahango Game Reserve e Mamili National Park. Gli animali si spostano liberamente attraverso il confine col Botswana e il Chobe National Park.
Oltre a Katima Mulilo, nel Caprivi si trovano altre città di qualche grandezza, fra cui Choi, Chinchimane, Bukalo, Sibinda e Impaliola.

### Confini
A causa della sua posizione, la regione dello Zambesi è quasi interamente circondata da altri stati:
- a nordovest, confina con la provincia di Cuando Cubango, appartenente all'Angola.
- a nord, confina con la Provincia Orientale dello Zambia.
- a sud, confina con il Distretto Nordoccidentale del Botswana.

Il suo unico confine interno è rappresentato da un breve tratto a ovest con la regione del Kavango Orientale.

## Storia e popolazione
Il Caprivi doveva il proprio nome al cancelliere tedesco Leo von Caprivi, che ottenne per la Germania il controllo dell'area in una negoziazione con il Regno Unito in cui si definì il cosiddetto Trattato di Helgoland-Zanzibar.
Nella zona vivono circa 80.000 persone, circa il 4% della popolazione complessiva della Namibia. Circa 17.000 appartengono al gruppo etnico Lozi, che si trova anche nello Zambia occidentale, nello Zimbabwe nordoccidentale e nel Botswana settentrionale.
I Lozi sono stati ripetutamente in conflitto con gli Ovambo, il primo gruppo etnico della Namibia. Tra l'altro, questi conflitti hanno portato alla formazione del Caprivi Liberation Front, un movimento indipendentista che sostiene l'autogoverno dei Lozi del Caprivi.

## Geografia antropica

### Suddivisioni amministrative
La regione è suddivisa in sei distretti elettorali:
- Judea Lyaboloma
- Kabbe
- Katima Mulilo Rurale
- Katima Mulilo Urbano
- Kongola
- Linyanti
- Sibinda